# フットワーク・FA14
フットワーク・FA14 (Footwork FA14) は、フットワーク・アロウズが1993年のF1世界選手権参戦用に開発し投入したフォーミュラ1カー。3年ぶりにF1に復帰したデレック・ワーウィックとチーム2年目の鈴木亜久里がドライブした。最高成績は4位。

## 概要
1993年の序盤2戦は前年の改良型、FA13Bが投入され、FA14は第3戦のヨーロッパグランプリから投入された。ギアボックスは電子制御のセミATを導入。フロントウィングはFA13のトーショナルウイングから、2点吊り下げ式のウィングへと変更した。リアウィングにはFA13Bで採用したメゾネットウィングを使用した。FA13がエンジンの決定が遅れた為に最適化できなかった重量バランスを改善し、コーナリング性能が改善されたものの、大幅な戦闘力の向上は見られなかった。
第9戦イギリスGPからマクラーレン製のアクティブサスペンション（ただしマクラーレンが使用するものと異なり、市販化を前提としたスペックダウン版であった）が投入された事に加え、無限ホンダエンジンは前年から高回転化や大幅に軽量化が図られた事によりシーズン後半のスピードアップに大きく貢献した。なお、マクラーレンからのアクティブサス購入に付き、装着したFA14でマクラーレン製品の効果が出ているか確認するため、同年マクラーレンの3rdドライバーとなっていたミカ・ハッキネンが6月16-17日の2日間にわたってFA14に乗りテストを担当。ハッキネンはパッシブ仕様とアクティブ仕様両方に乗り比較テスト後、「アクティブの方がダウンフォースが多く得られ、走行安定性が高まった。」とその効果を語った。
アクティブサスの実戦導入以後、ワーウィック、鈴木亜久里両ドライバー共に予選のシングルグリッドの常連となったが、その速さを決勝レースでの結果につなげることはできなかった。特に亜久里はマシントラブルも多くシーズン後半には7戦連続リタイアを喫する。とりわけ、ギアボックスの信頼性不足は深刻であった。一方のワーウィックは4位、6位を一度ずつ記録した。チームは4ポイントを得て、コンストラクターズランキング9位でシーズンを終え、1990年から続いた日本の運送会社フットワークインターナショナルは、親会社のフットワークの経営悪化が著しくなり、シーズン終了後にチーム売却を決断する事になった。

## スペック

### シャーシ
- 型名 FA14
- ホイルベース 2,946 mm
- 前トレッド 1,676 mm
- 後トレッド 1,600 mm
- 燃料タンク容量 220 L
- サスペンション ダブルウィッシュボーン、プッシュロッド、ツインスプリング
- ダンパー フットワーク / ペンスキー（パッシブ）→ビルシュタイン（アクティブ）
- ギアボックス フットワーク / Xtrac製6速横置き セミオートマチック
- ブレーキ ブレンボ / APレーシング
- クラッチ AP
- タイヤ グッドイヤー

### エンジン
- 型名 無限ホンダ MF-351HB
- 気筒数・角度 V型10気筒・72度
- 排気量 3,493 cc
- スパークプラグ NGK
- 電子装置 ホンダ / フットワーク
- 燃料・潤滑油 BP

## F1における全成績
(key) （太字はポールポジション）
| 年     | チーム                  | シャシー | エンジン                     | タイヤ | No. | ドライバー             | 1   | 2   | 3   | 4   | 5   | 6   | 7   | 8   | 9   | 10  | 11  | 12  | 13  | 14  | 15  | 16  | ポイント | 順位 |
| ------ | ----------------------- | -------- | ---------------------------- | ------ | --- | ---------------------- | --- | --- | --- | --- | --- | --- | --- | --- | --- | --- | --- | --- | --- | --- | --- | --- | -------- | ---- |
| 1993年 | フットワーク 無限ホンダ | FA14     | 無限ホンダ MF-351HB V10, 3.5 | G      |     |                        | RSA | BRA | EUR | SMR | ESP | MON | CAN | FRA | GBR | GER | HUN | BEL | ITA | POR | JPN | AUS | 4        | 9位  |
| 1993年 | フットワーク 無限ホンダ | FA14     | 無限ホンダ MF-351HB V10, 3.5 | G      | 9   | デレック・ワーウィック |     |     | Ret | Ret | 13  | Ret | 16  | 13  | 6   | 17  | 4   | Ret | Ret | 15  | 14  | 10  | 4        | 9位  |
| 1993年 | フットワーク 無限ホンダ | FA14     | 無限ホンダ MF-351HB V10, 3.5 | G      | 10  | 鈴木亜久里             |     |     | Ret | 9   | 10  | Ret | 13  | 12  | Ret | Ret | Ret | Ret | Ret | Ret | Ret | 7   | 4        | 9位  |